# Jailbreak
Jailbreak（ジェイルブレイク）とは、jail (監獄) などと呼ばれる機能により一般ユーザー権限でしかアプリケーションを動作させられない状態のコンピュータ（携帯電話やゲーム機など）に対して、セキュリティホール（脆弱性）を突いて管理者権限 (Root) でソフトウェアを動作できるようにすること。また、その状態のこと。日本では脱獄（だつごく）と呼ばれることが多い。管理者権限を持つことで、Apple の審査を落ちたアプリなど App Store にないアプリをインストール（サイドローディング）できるようになる。
この語は、一般的にはAppleのiOSを搭載したデバイス（iPhoneなど）に対して、Appleの認可を受けていないソフトウェア（App Storeで流通していないアプリ）やiOSを改変するツールを動作可能にすることを指す。
その他、家庭用ゲーム機のPlayStation 3で、専用のUSBドングルを挿してソフトのバックアップや起動、自作ソフトの起動等を可能にするソフト及びUSBドングルそのものの名称や、生成 AI で差別・犯罪を助長する文言を生成しないセーフガード機能を無効化するプロンプトなどを指して使われている。

## iOSにおけるJailbreak
iPhone、iPadまたはiPod touchにインストールできるソフトウェア（アプリケーションと呼ばれる）は、Appleが認可したアプリケーションを販売している窓口（App Storeまたは代替アプリストア）で入手したソフトウェアのみである。Jailbreakツールは非認可のソフトウェアをインストール可能にし、またソフトウェアのインストーラを追加するように端末のOSを書き換える。
この行為は、Appleのソフトウェアライセンス及びソフトウェア使用許諾契約に違反する改造行為であり使用義務違反となる。また、端末自体の故障や自由にアプリケーションを追加できる故にコンピュータウイルスなどのマルウェアの標的にされ、感染の拡大を大幅に増やす危険性がある。
最近では、脱獄状態を検知し自動でブロックするなどのアプリ内部への改造対策を取るアプリが増えてきている。また、その検知を回避する脱獄tweakも増えてきている。Appleのサポートを受ける際は、不正改造を通知する必要がある。

### アンロックとの相違点
SIMロック版のiPhoneは購入後、販売している地域でiPhone専用の料金プランを契約しなければ、SIMカードなしでは緊急電話としてしか機能しない。このロックを解除する行為がアンロックである。

### Appleの見解
AppleはJailbreakについてこれまでコメントを避けていたが、2009年2月に「Jailbreakが、著作権で保護されているファームウェアを無効にする行為は、Appleの著作権やデジタルミレニアム著作権法に違反する」というコメントをアメリカ著作権局に提出した。
Appleはこの現状（Jailbreakする事）に対して、対策を行おうとアップデートを繰り返すが、あるセキュリティーホール（脆弱性）を塞いでも、新たなセキュリティーホールが発見されてしまうのでいたちごっこ状態になっている。また、Appleはユーザー向けにJailbreak行為のリスクを告げるページを公開している。

### アメリカにおける司法判断
アメリカの非営利組織である電子フロンティア財団（EFF）が、Jailbreak行為をデジタルミレニアム著作権法から免除する要請をアメリカ著作権局に2008年12月申請し、2010年7月に「ユーザーが合法的に入手したアプリケーションなどを実行するためにJailbreakする行為」や「携帯電話を他の携帯キャリアに接続させるためのJailbreak」などは合法との判断を下している。また、Appleがアメリカ合衆国特許商標庁に提出したiPhone関連の特許出願図の中に、Jailbreak後に利用できるiPhoneアプリの名称が掲載されており、物議をかもした。
2015年10月に改訂を行いJailbreak免除範囲を個人が携帯または着用することを目的としたスマートフォン、タブレット、その他の多目的モバイルコンピューティングデバイスに広げた。

### 日本国内での違法性
脱獄する事自体は合法だが、脱獄端末の販売はAppleの商標権の侵害行為となる。

脱獄した端末をサイバー攻撃の踏み台として利用された場合、適切なセキュリティ対策を怠っていたとして過失責任を問われる可能性が高い。

### 種類
Jailbreakを行うツールは大きく4種類ある。
- 紐付き脱獄（Tethered Jailbreak）：再起動時にMacやWindows、Linuxなどの別の端末を使って再度脱獄を行わないと、デバイスが起動しない。
- 紐無し脱獄（Untethered Jailbreak）：再起動時に自動で処理が行われるため、再度脱獄を行う必要がない。
- 半紐付き脱獄（Semi-tethered Jailbreak）：再起動は可能だが、脱獄状態に入るためにはMacやWindows、Linuxなどの別の端末を使って、再度脱獄を行わないといけない（Checkra1nはPC以外の端末でも実行可能[13]）。
- 半紐無し脱獄（Semi-untethered Jailbreak）：再起動時に脱獄状態ではなくなるが、デバイス上で再脱獄を行うことができる。

iOS 9以前の主要なツールの多くは紐無し脱獄だったが、iOS 10以降の主要なツールの多くは、半紐無し脱獄である。

### 脱獄の方式
ツールの種類とは別に、脱獄の方式のようなものも存在する。

#### Rootful脱獄
Rootful脱獄は、デバイスの「root」（システムの最上級ユーザー）権限を取得し、デバイス全体のファイルシステムにアクセスできるようにするものである。これにより、デバイスの全ての部分にアクセスが可能となり、iOSの制限を解除して深いカスタマイズが可能になる。
代表的なツールにはUnc0ver、Checkra1nなどがある。

#### Rootless脱獄
Rootless脱獄は、デバイスの「root」権限を取得せず、iOSシステムの一部の制限を解除する方法です。この方法では、システムファイルへのアクセスが制限されるが、Rootful脱獄と比べると安全性が高く、セキュリティのリスクを軽減することができる。
代表的なツールにはTaurine、Odysseyなどがある。

#### RootHide脱獄
脱獄したiOSデバイスの状態を隠し、主にRootless脱獄の状態を隠してサードパーティー製アプリの脱獄検出機能を回避する目的で使用されます。これにより、脱獄後もアプリの起動時に脱獄が検出されず、通常通り使用できるようになります。ただし、全てに対応しているわけではない。
代表的なツールにはDopamine-roothideなどがある。

### Jailbreak関連ツール
iPhone/iPad/iPod touchを接続したMacまたはWindows上、もしくはiOS上でJailbreakを行うことのできるツールがいくつか発表されている。わずか1クリックでJailbreakできるよう工夫されたものも存在する。
また、Jailbreak後に非純正アプリを内蔵無線LAN経由でインストールするiPhone/iPad/iPod touch向けツールも存在する。
ここでは現在主流なツールのみを取り上げておく。
SpiritiPhone/iPod touch/iPadをワンクリックでJailbreakするツール。iPod touch 3G（late 2009）およびiPad（Wifi版、Wifi+3G版含む）の完全なJailbreakが可能。Safariのセキュリティホールを使う。
JailbreakMe 2.0iOS 4対応。PDFのセキュリティホールを使用するため、このツールにPCや特殊なアプリは不要。iPad、iPhone 4を含むiOS 3.1.2 - 4.0.1までの全デバイスの完全なJailbreakに対応。2015年12月7日にサイトが閉鎖されたため、使用できなくなった。
JailbreakMe 3.0iPod touch 3G/4G、iPhone 3GS/4、iPad/2のデバイスのうち、iOSが4.3から4.3.3（iPod touch 3GはiOS 4.3、4.3.2 - 4.3.3、iPad 2はiOS 4.3.3）のものをJailbreakできる
limera1n
iOS 4.1対応。iPod touch3G/4G、iPhone 3GS/4、iPad（Wifi版、Wifi+3G版含む）の完全脱獄が可能。BootRomのセキュリティホールを使う。
Greenpois0n（RC4まで）iOS 4.1対応。limera1nと同様のセキュリティホールを使用している。Jailbreakに必須なPwned DFU Modeに入る方法を親切にガイドする機能が入っている。すべてのiPod touch（第1世代はiOS 4.1が入らないので対象外）、iPhone 3G/3GS/4、Apple TVの完全なJailbreakが可能、Greenpois0nのリリース前にリリースされないと思われたlimera1nが急遽リリースされ、Greenpois0nのリリースが延期になった過去がある。
Greenpois0n（RC5以降）iOS 4.2.1対応。操作方法は今までのものと同じ。iPod touch3G/4G、iPhone 3GS/4、iPad（Wifi版、Wifi+3G版含む）の完全なJailbreakが可能。RC6からApple TV（第二世代）にも対応。
redsn0wiPhone/iPod touchをJailbreakするツール。iPhone 5にも対応。現状、iPhone 4のみ可能なダウングレードファームウェアの作成やそれに伴うshshの取得などの機能もある。バージョン0.9.12bよりiOS 5.1.1の完全なJailbreakに対応。最新版は0.9.15b4。
PwnageToolCFW作成ツール（for Mac）iOS 5.1.1まで対応している。
sn0wbreezeCFW作成ツール（for Windows）iOS 3.1.3 - 6.1.3 に対応している。
AbsintheワンクリックでJailbreakできる。Pwned DFU Modeに突入する必要がなくなった。バージョン2.0.2よりiOS 5.1.1の完全脱獄に対応（Apple TV第3世代は未対応）。
evasi0niOS 6.0 - 6.1に対応。最新版ではiOS 6.1.5の完全脱獄にも対応している。Absinthe同様DFUモードへの突入は不要。
evasi0n7iOS 7.0に対応。iOS 7.0.0 - 7.0.6、7.1 Beta1 - 3までの完全脱獄に対応している。現在はWWDC.appが署名されていないためevasi0n7から脱獄は不可能
p0sixspwniOS 6.1に対応。iOS 6.1.3 - 6.1.6までの完全脱獄に対応している。
PanguiOS 7.1に対応。iOS 7.1 - 7.1.2, 8.0 beta 1までの完全脱獄に対応している。
Pangu8iOS 8.0 - 8.1に対応。iOS 8.0 - 8.1までの完全脱獄に対応している。
TaiGiOS 8.1.1 - 8.1.2に対応。iOS 8.0 - 8.1.2, 8.2 beta 1, 2までの完全脱獄に対応している。
TaiG 2iOS 8.1.3 - 8.4に対応。iOS 8.1.3 - 8.4までの完全脱獄に対応している。
EtasonJBiOS 8.4.1に対応（32bitデバイスのみ）。完全脱獄に対応している。
PP PanguiOS 9.2 - 9.3.3に対応（64bitデバイスのみ）。完全脱獄には対応していないが従来の仮脱獄及び紐付き脱獄などとは異なり再起動してもPCは必要なく、端末のみで脱獄状態に戻すことが可能になった（半紐無し脱獄）。2017年4月27日をもって、脱獄状態に復帰するためのアプリが企業用証明期限切れのため起動不能となったが、以降もSafariを利用することで、端末単体で脱獄状態に復帰することができる。
JailbreakMe 4.0iOS 9.1 - 9.3.4に対応（32bitデバイスのみ）。Safariの脆弱性を突くことで脱獄状態に復帰させるサイト。この脆弱性に関しては脱獄後にCydiaより有志開発の修正パッチをインストールすることで脱獄状態で起動中の場合のみ、デバイス保護することができる。
HomeDepot9.1 - 9.3.4に対応（32bitデバイスのみ対応）。Trident Exploit（https://github.com/benjamin-42/Trident）をベースにした脱獄ツール。CydiaからUntetherHomeDepotというTweakをHomeDepot作者であるtihmstar氏のリポジトリからインストールすることによって完全脱獄が可能となる。事実上最後の完全脱獄とも言える。なお、このTweakはHomeDepot脱獄した端末にしか用いることできない
PhœnixiOS 9.3.5に対応（32bitデバイスのみ）。この脱獄ツールの特徴としては再起動してしまうと脱獄システムが停止してしまう半紐無し脱獄である。:また脱獄を再開するには脱獄したアプリからまたリスプリングが必要である。なおシステムの終了をした場合でも同じ事である。（リスプリングの場合は脱獄システムは停止しない）
H3lixiOS 10.0 - 10.3.3に対応（32bitデバイスのみ）。半紐無し脱獄。
MeridianiOS 10.0 - 10.3.3に対応（64bitデバイスのみ）。半紐無し脱獄。
ElectraiOS 11.0 - 11.4.1、tvOS 11.0 - 11.4に対応。リリース当初、Cydia SubstrateがiOS 11に対応していなかったため、代替品であるSubstituteを搭載している。また、同じ理由で独自に改造されたCydiaと、新たなインストーラーであるSileoを搭載している。半紐無し脱獄。
rootlessJBiOS 12.0 - iOS 12.2、12.4のデバイス（A12を搭載したデバイスを除く）に対応。CydiaやSileoなどは対応していない。半紐無し脱獄。
unc0ver
iOS 11.0 - iOS 14.3の全デバイス対応。また、こちらは独自に改造されたCydiaではなく、saurik本人により改良されたCydiaを搭載している。半紐無し脱獄。
ChimeraiOS 12.0 - 12.5.4の全デバイスに対応。Electraを開発したElectra Teamにより開発された。Cydiaを搭載せず、Sileoのみ搭載されている。半紐無し脱獄。
Odyssey
iOS 13.0 - 13.7のA9 - A13デバイス対応。Chimeraの改良版でSubstrate/Substituteではなく、libhookerが使用されている。また、インストーラーがcydia,zebra,sileoの3種類インストール出来るようになっており、unc0verからの移行も出来るようになっている。半紐無し脱獄。

checkra1n
iOS 12.3 - 14.8のA11以下搭載のデバイスに正式対応だが、アップデートでの対策が不可能な脆弱性を使用しており、理論上は全バージョンでA11デバイス以下の脱獄が可能である。なお、A11デバイスはiOS 14以上の場合パスワードオフの状態でのみ脱獄が可能である。半紐付き脱獄 (Semi-Tethered Jailbreak)。なお、macOSとLinuxのツールしか公開されておらず、現状Windowsでは脱獄を行うことは出来ないが、USBメモリにcheckra1n風のツールファイルを書き込めばブートメニューから脱獄を行うことが可能。
Dopamine
以前は Fugu15 Max として知られていたドーパミン ジェイルブレイクを使用すると、ユーザーは、A12+ モデルを含む、iOS 15 ～ iOS 15.4.1 を実行しているすべての最新の iOS デバイスをジェイルブレイクできます。 脱獄の作成者である Lars Fröder は、Linus Henze によって最初にリリースされたオリジナルの Fugu15 の概念実証を拡張しました。 デフォルトのパッケージマネージャーとして Sileo を使用し、調整インジェクションライブラリとして ElleKit を使用します。
Palera1n
iOS 15 - 16.7のA9 - A11搭載デバイス向けの開発中の脱獄ツール。ただ、A11搭載端末では、パスコード(Touch ID、Face IDを含む)を無効にしておく必要がある。また、iOS 16のA11搭載デバイスで過去に一度でもパスコードを設定した場合は、デバイスを初期化する必要がある。checkra1nと同じく、PongoOSを採用している。また、デバイス単体では脱獄できず、macOSまたは、Linuxを使用する必要がある。現状Windowsを使用して脱獄を行うことはできないが、PCをPalen1xをインストールしたメモリから起動することや、Linuxをインストールすることで、Windows搭載PCでも実質、脱獄を行うことができる。

### 2011年以降にリリースされた主なJailbreakツール
| 名称            | 公開日         | iPhone                                                                                      | iPad                                                          | iPod touch                      | 対応するiOSバージョン                                                                        | 紐無し脱獄であるか | 主なデベロッパー                                   |
| --------------- | -------------- | ------------------------------------------------------------------------------------------- | ------------------------------------------------------------- | ------------------------------- | -------------------------------------------------------------------------------------------- | ------------------ | -------------------------------------------------- |
| JailbreakMe 3.0 | 2011年7月5日   | 3GS・4                                                                                      | 1・2                                                          | 3・4                            | 4.2.6 - 4.2.8 4.3 - 4.3.3                                                                    | Yes                | comex                                              |
| Seas0npass      | 2011年10月18日 | Apple TV (第2世代)                                                                          | Apple TV (第2世代)                                            | Apple TV (第2世代)              | 6.1.2                                                                                        | No                 | FireCore                                           |
| redsn0w         | 2012年10月1日  | 3GS・4・4S                                                                                  | 1・2・3                                                       | 3・4                            | 4.1 - 4.3.3 4.2.6 - 4.2.8 5.0.1, 5.1.1 5.0, 5.1 (旧ブートロムの3GSのみ）                     | Yes                | iPhone Dev Team                                    |
| redsn0w         | 2012年10月1日  | 3GS・4・4S                                                                                  | 1・2・3                                                       | 3・4                            | 4.2.9 - 4.2.10 4.3.4 - 4.3.5 5.0, 5.1 6.0 - 6.1.6 (iPhone 4, iPad 1, iPod touch 4以降は不可) | No                 | iPhone Dev Team                                    |
| Absinthe        | 2012年5月30日  | 3GS・4・4S                                                                                  | 1・2・3                                                       | 3・4                            | 5.1.1                                                                                        | Yes                | pod2g, Chronic Dev Team, iPhone Dev Team           |
| evasi0n         | 2013年2月4日   | 3GS・4・4S・5                                                                               | 2・3・4・mini 1                                               | 4・5                            | 6.0 - 6.1.2                                                                                  | Yes                | evaders (pod2g, MuscleNerd, pimskeks, planetbeing) |
| p0sixspwn       | 2013年12月30日 | 3GS・4・4S・5                                                                               | 2・3・4・mini 1                                               | 4・5                            | 6.1.3 - 6.1.6                                                                                | Yes                | winocm, iH8sn0w, SquiffyPwn                        |
| evasi0n7        | 2013年12月22日 | 4・4S・5・5c                                                                                | 2・3・4・Air・ mini 1・ mini 2                                | 5                               | 7.0 - 7.0.6                                                                                  | Yes                | evaders (pod2g, MuscleNerd, pimskeks, planetbeing) |
| Pangu           | 2014年6月24日  | 4・4S・5・5c                                                                                | 2・3・4・Air・ mini 1・mini 2                                 | 5                               | 7.1 - 7.1.2                                                                                  | Yes                | PanguTeam                                          |
| Pangu8          | 2014年10月22日 | 4S・5・5c・ 5s・6・6 Plus                                                                   | 2・3・4・Air・Air 2・ mini 1・mini 2・mini 3                  | 5                               | 8.0 - 8.1                                                                                    | Yes                | PanguTeam                                          |
| TaiG            | 2014年11月29日 | 4S・5・5c・ 5s・6・6 Plus                                                                   | 2・3・4・Air・Air 2・ mini 1・mini 2・mini 3                  | 5                               | 8.0 - 8.2 beta 1 - 2                                                                         | Yes                | TaiG Jailbreak Team                                |
| TaiG 2          | 2015年6月23日  | 4S・5・5c・ 5s・6・6 Plus                                                                   | 2・3・4・Air・Air 2・ mini 1・ mini 2・mini 3                 | 5                               | 8.1.3 - 8.4                                                                                  | Yes                | TaiG Jailbreak Team                                |
| EtasonJB        | 2017年9月20日  | 4S・5・5c                                                                                   | 2・3・4・mini 1                                               | 5                               | 8.4.1                                                                                        | Yes                | tihmstar                                           |
| Pangu9          | 2015年10月14日 | 4S・5・5c                                                                                   | mini 1                                                        | 5                               | 9.0 - 9.0.2                                                                                  | Yes                | PanguTeam                                          |
| Pangu9          | 2015年10月14日 | 5s・6・6 Plus・6s・6s Plus                                                                  | Air・Air 2・ mini 2・mini 3・mini 4                           | 6                               | 9.0 - 9.1                                                                                    | Yes                | PanguTeam                                          |
| Pangu9          | 2016年3月23日  | Apple TV (第4世代)                                                                          | Apple TV (第4世代)                                            | Apple TV (第4世代)              | 9.0 - 9.0.1                                                                                  | Yes                | PanguTeam                                          |
| PP Pangu        | 2016年7月24日  | 5s・6・6 Plus・ 6s・6s Plus・SE                                                             | Air・Air 2・Pro・ mini 1・mini 2・mini 3・mini 4              | 6                               | 9.2 - 9.3.3                                                                                  | 半紐無し脱獄       | PanguTeam, PPJailbreak                             |
| JailbreakMe 4.0 | 2017年12月13日 | 4S・5・5c                                                                                   | 2・3・4・mini 1                                               | 5                               | 9.1 - 9.3.4                                                                                  | 半紐無し脱獄       | tihmstar                                           |
| LiberTV         | 2017年3月3日   | Apple TV (第4世代)                                                                          | Apple TV (第4世代)                                            | Apple TV (第4世代)              | 9.0 - 10.1                                                                                   | 半紐無し脱獄       | Jonathan Levin, Marco Grassi, Luca Todesco         |
| LiberTV         | 2017年12月24日 | Apple TV (第4世代)・Apple TV 4K                                                             | Apple TV (第4世代)・Apple TV 4K                               | Apple TV (第4世代)・Apple TV 4K | 11.0 - 11.1                                                                                  | 半紐無し脱獄       | Jonathan Levin, Marco Grassi, Luca Todesco         |
| Phœnix          | 2017年8月7日   | 4S・5・5c                                                                                   | 2・3・4・mini 1                                               | 5                               | 9.3.5                                                                                        | 半紐無し脱獄       | Siguza, tihmstar                                   |
| H3lix           | 2017年12月25日 | 5・5c                                                                                       | 4                                                             |                                 | 10.0 - 10.3.3                                                                                | 半紐無し脱獄       | Siguza, tihmstar                                   |
| Meridian        | 2018年1月5日   | 5s・6・6 Plus・ 6s・6s Plus・SE・7・7 Plus                                                  | Air・Air 2・Pro・5・ mini 2・mini 3・mini 4                   | 6                               | 10.0 - 10.3.3                                                                                | 半紐無し脱獄       | Sparkey                                            |
| Electra         | 2018年2月27日  | 5s・6・6 Plus・ 6s・6s Plus・SE・ 7・7 Plus・8・8 Plus・X                                   | Air・Air 2・Pro・5・6・ mini 2・mini 3・mini 4                | 6                               | 11.0 - 11.4.1                                                                                | 半紐無し脱獄       | Electra Team                                       |
| Electra         | 2018年7月12日  | Apple TV (第4世代)・Apple TV 4K                                                             | Apple TV (第4世代)・Apple TV 4K                               | Apple TV (第4世代)・Apple TV 4K | 11.0 - 11.4                                                                                  | 半紐無し脱獄       | Electra Team                                       |
| rootlessJB      | 2019年2月7日   | 5s・6・6 Plus・ 6s・6s Plus・SE・ 7・7 Plus・8・8 Plus・X                                   | Air・Air 2・Pro・5・6・ mini 2・mini 3・mini 4                | 6                               | 12.0 - 12.1.2                                                                                | 半紐無し脱獄       | Jake James                                         |
| rootlessJB      | 2019年9月11日  | 5s・6・6 Plus・ 6s・6s Plus・SE・ 7・7 Plus・8・8 Plus・X                                   | Air・Air 2・Pro・5・6・ mini 2・mini 3・mini 4                | 6                               | 12.4                                                                                         | 半紐無し脱獄       | Jake James                                         |
| unc0ver         | 2018年10月15日 | 5s・6・6 Plus・ 6s・6s Plus・SE・ 7・7 Plus・8・8 Plus・X・XS・XS Max・XR                   | Air・Air 2・Air 3・Pro・5・6・ mini 2・mini 3・mini 4・mini 5 | 6・7                            | 11.0 - 11.4.1                                                                                | 半紐無し脱獄       | unc0ver Team(Pwn20wnd, Sam Bingner他)              |
| unc0ver         | 2019年2月23日  | 5s・6・6 Plus・ 6s・6s Plus・SE・ 7・7 Plus・8・8 Plus・X・XS・XS Max・XR                   | Air・Air 2・Air 3・Pro・5・6・ mini 2・mini 3・mini 4・mini 5 | 6・7                            | 12.0 - 12.2                                                                                  | 半紐無し脱獄       | unc0ver Team(Pwn20wnd, Sam Bingner他)              |
| unc0ver         | 2019年8月18日  | 5s・6・6 Plus・ 6s・6s Plus・SE・ 7・7 Plus・8・8 Plus・X・XS・XS Max・XR                   | Air・Air 2・Air 3・Pro・5・6・ mini 2・mini 3・mini 4・mini 5 | 6・7                            | 12.4                                                                                         | 半紐無し脱獄       | unc0ver Team(Pwn20wnd, Sam Bingner他)              |
| unc0ver         | 2019年12月10日 | 5s・6・6 Plus・ 6s・6s Plus・SE・ 7・7 Plus・8・8 Plus・X・XS・XS Max・XR                   | Air・Air 2・Air 3・Pro・5・6・ mini 2・mini 3・mini 4・mini 5 | 6・7                            | 12.4.1                                                                                       | 半紐無し脱獄       | unc0ver Team(Pwn20wnd, Sam Bingner他)              |
| unc0ver         | 2020年7月24日  | 5s・6・6 Plus                                                                               | Air                                                           | -                               | 12.3 - 12.3.1                                                                                | 半紐無し脱獄       | unc0ver Team(Pwn20wnd, Sam Bingner他)              |
| unc0ver         | 2020年7月24日  | 5s・6・6 Plus                                                                               | Air                                                           | -                               | 12.4.2 - 12.4.8                                                                              | 半紐無し脱獄       | unc0ver Team(Pwn20wnd, Sam Bingner他)              |
| unc0ver         | 2020年2月16日  | 6s・6s Plus・SE・7・7 Plus・8・8 Plus・X・ XS・XS Max・XR・11・11 Pro・11 Pro Max・SE(2020) | Air 2・Air 3・Pro・5・6・ mini 4・mini 5                      | 7                               | 13.0 - 13.3                                                                                  | 半紐無し脱獄       | unc0ver Team(Pwn20wnd, Sam Bingner他)              |
| unc0ver         | 2020年5月24日  | 6s・6s Plus・SE・7・7 Plus・8・8 Plus・X・ XS・XS Max・XR・11・11 Pro・11 Pro Max・SE(2020) | Air 2・Air 3・Pro・5・6・ mini 4・mini 5                      | 7                               | 13.3.1 - 13.5                                                                                | 半紐無し脱獄       | unc0ver Team(Pwn20wnd, Sam Bingner他)              |
| unc0ver         | 2020年5月27日  | Apple TV (第4世代)・Apple TV 4K                                                             | Apple TV (第4世代)・Apple TV 4K                               | Apple TV (第4世代)・Apple TV 4K | 11.0-13.4.5(13.5)                                                                            | 半紐無し脱獄       | unc0ver Team(Pwn20wnd, Sam Bingner他)              |
| Chimera         | 2019年4月30日  | 5s・6・6 Plus・ 6s・6s Plus・SE・7・7 Plus・8・8 Plus・X・XS・XS Max・XR                    | Air・Air 2・Air 3・Pro・5・6・ mini 2・mini 3・mini 4・mini 5 | 6                               | 12.0 - 12.2                                                                                  | 半紐無し脱獄       | Electra Team(CoolStar他)                           |
| Chimera         | 2019年4月30日  | Apple TV (第4世代)・Apple TV 4K                                                             | Apple TV (第4世代)・Apple TV 4K                               | Apple TV (第4世代)・Apple TV 4K | 12.0 - 12.1.1                                                                                | 半紐無し脱獄       | Electra Team(CoolStar他)                           |
| Chimera         | 2019年8月19日  | 5s・6・6 Plus・ 6s・6s Plus・SE・ 7・7 Plus・8・8 Plus・X                                   | Air・Air 2・Pro・5・6・ mini 2・mini 3・mini 4                | 6・7                            | 12.4                                                                                         | 半紐無し脱獄       | Electra Team(CoolStar他)                           |
| Chimera         | 2019年8月19日  | Apple TV (第4世代)・Apple TV 4K                                                             | Apple TV (第4世代)・Apple TV 4K                               | Apple TV (第4世代)・Apple TV 4K | 12.4                                                                                         | 半紐無し脱獄       | Electra Team(CoolStar他)                           |
| Odyssey         | 2020年8月29日  | 6s・6s Plus・SE・7・7 Plus・8・8 Plus・X・XS・XS Max・XR・11・11 Pro・11 Pro Max・SE(2020)  | Air 2・Air 3・Pro・5・6・ mini 4・mini 5                      | 7                               | 13.0 - 13.5                                                                                  | 半紐無し脱獄       | CoolStar                                           |
| checkra1n       | 2019年11月10日 | 5s・6・6 Plus・ 6s・6s Plus・SE・ 7・7 Plus・8・8 Plus・X                                   | Air・Air 2・Pro・5・6・ mini 2・mini 3・mini 4                | 6・7                            | 12.3 -                                                                                       | 半紐付き脱獄       | checkra1n Team(qwertyoruiopz他)                    |
| checkra1n       | 2019年11月10日 | Apple TV (第4世代)・Apple TV 4K                                                             | Apple TV (第4世代)・Apple TV 4K                               | Apple TV (第4世代)・Apple TV 4K | 12.3 -                                                                                       | 半紐付き脱獄       | checkra1n Team(qwertyoruiopz他)                    |

### 純正ファームウェアのアップデートへの追従

#### 2007年
- 10月: 内蔵Safari経由から直接iPhone・iPod touchをJailbreakするサイトが公開された。このサイトはiOS 1.1.1の脆弱性を利用したものなので、1.1.2以降では実行できない。
- 12月: iOS 1.1.2をJailbreakするOktoPrepが公開された。

#### 2008年
- 1月: iOS 1.1.3をJailbreakするツール、iBrickrが公開された。
- 2月: iOS 1.1.4をJailbreakするツール、ZiPhone2.5が公開された。
- 7月: iOS 2.0をJailbreakするツール、PwnageTool2.0（Macのみ対応）が公開された。

#### 2009年
- 3月: iPod touch 2GをJailbreakするツール、QuickFreedomが公開された。
- 6月: iOS 3.0をJailbreakするツール、redsn0w 0.7（Windows版は0.7.1）が公開された。

#### 2010年
- 5月: iOS 3.1.3と3.2をJailbreakするツール、Spiritが公開された。iPod touch 3GおよびiPadに対応。
- 8月: iOS 4.0.1までのすべてのデバイスに対応したJailbreakするツール、Jailbreakme 2.0 Starが公開された。iPhone・iPod touch・iPadのSafariのPDFに関する脆弱性を利用している。なお、この脆弱性はiOS 4.0.2によって塞がれた。
- 10月: iOS 4.1をJailbreakするツール、limera1nが公開された。同月、Greenpois0n（~RC4）も公開された。

#### 2011年
- 2月: iOS 4.2.1をJailbreakするツール、Greenpois0n（RC5~）が公開された。
- 7月:iOS 4.3.3までのすべてのデバイスに対応したJailbreakするツール、JailbreakMe 3.0 Saffronが公開された。iPhone・iPod touch・iPadのSafariのPDFに関する脆弱性を利用している。なお、この脆弱性はiOS 4.3.4によって塞がれた。

#### 2012年
- 1月: iOS 5.0.1と5.1.1（5月）をJailbreakするツール、Absintheが公開された。

#### 2013年
- 4月: iOS 6.0 - 6.1.2のJailbreakに対応した、evasi0nが公開された。
- 12月: iOS 7.0 - 7.0.4のJailbreakに対応した、evasi0n7が公開された。iOS 6.1.3 - 6.1.5のJailbreakに対応した、p0sixspwnが公開された。

#### 2014年
- 6月: iOS 7.1 - 7.1.2、iOS 8 beta1のJailbreakに対応した、Panguが公開された。
- 10月: iOS 8.0 - 8.1のJailbreakに対応した、Pangu8が公開された。
- 11月: iOS 8.1.1 - 8.1.2のJailbreakに対応した、TaiGが公開された。

#### 2015年
- 6月: iOS 8.1.3 - 8.4のJailbreakに対応した、TaiG 2が公開された。
- 10月: iOS 9.0 - 9.0.2のJailbreakに対応した、Pangu9が公開された。

#### 2016年
- 3月: iOS 9.1搭載の一部端末に対応するPangu9のアップデートが公開された。
- 7月: iOS 9.2 - 9.3.3のJailbreakに対応した、PP Panguが公開された。

#### 2017年
- 8月: iOS 9.3.5を搭載する32bitデバイスに対応するPhoenixが公開された。
- 9月: iOS 8.4.1を搭載する32bitデバイスに対応するEtasonJBが公開された。
- 12月: iOS 10.0 - 10.3.3を搭載する32bitデバイスに対応するH3lixが公開された。

#### 2018年
- 1月: iOS 10.0 - 10.3.3を搭載する64bitデバイスに対応するMeridianのベータ版が公開された。
- 2月: iOS 11.0 - 11.1.2を搭載する全てのデバイスに対応するElectra1112が公開された。
- 7月: iOS 11.2 - 11.3.1を搭載する全てのデバイスに対応するElectra1131が公開された。後に11.4 beta 1 - 3、tvOS 11.2 - 11.3に対応。
- 8月: Meridianの正式版が公開された。
- 10月: iOS 11.0 - 11.4 beta 3を搭載する全てのデバイスに対応するunc0verが公開された。

#### 2019年
- 2月: iOS 12.0 - 12.1.2を搭載するデバイス（A12, A12Xデバイスを除く）に対応するunc0ver v3.0.1-b29が公開された。
- 4月: iOS 12.0 - 12.1.2、tvOS 12.0 - 12.1.1を搭載するすべてのデバイスに対応するChimeraが公開された。
- 7月: unc0ver、ChimeraがiOS 12.1.3 - 12.2の脱獄に対応。
- 8月: unc0ver、ChimeraがiOS 12.4に対応(12.3.xは非対応)。最新版のiOSに対応したのはiOS 9.0.2以降初。
- 9月: iOS 12.0 - 12.2、12.4を搭載した全デバイスに対応するunc0ver v3.7.0-b1が公開された。また、axi0mX氏からBootROM Exploit「checkm8」が公開された。A12, A12X,A13では修正されている。
- 11月:Mac版checkra1nが公開された。12.3以降のバージョンが脱獄可能になった。
- 12月:iOS 12.4.1を搭載したA12デバイスのみに対応するunc0ver v3.8.0-b1が公開された。

#### 2020年
- 2月: Linux版chackra1nが公開された。また、iOS 13.0 - 13.3を搭載した全デバイスに対応するunc0verが公開された。

- 5月: iOS 11.0 - 13.5を搭載した全デバイスに対応するunc0verが公開された。これは、今まで対応していなかったiOS 12.4.2 - 12.4.8を脱獄可能にした。
- 9月: iOS 13.0 - 13.5を脱獄可能な実質的にはChimeraのiOS 13対応版であるOdysseyが公開された。今までのChimeraとは違い、インストーラを選択でき、そのインストーラを独立して使用する事ができる。
- 12月:iOS 12.0 - 12.5をサポートするChimeraが公開された。

### インストーラ(パッケージマネージャー)
- Cydia

- Sileo

iOS 11の脱獄ツールElectraを開発したElectraチームによるCydiaに変わるインストーラ。 CydiaとUIが大きく異なり、iOS 11以降のAppStoreを意識したデザインとなっている。開発者側の更新がより簡単になる。 また、Sileoでは2015年4月2日以前の脱獄アプリは非表示になる。
しかし、2015年4月2日以前のもので使えるものがあれば手動で追加される。
Sileoはマルチコアに対応し、iPhone 8、 iPhone 8 Plus、iPhone X等コア数が多いデバイスは他のデバイスに比べ大幅に高速で動作するという。
また、上記以外のデバイスでもCydiaに比べ高速で動作が期待される。Sileoはラテン語で再起動を意味する。
- Zebra

上記のSileoとは異なり、メインインストーラを置き換えることを目標とはせず、Cydia、Sileoとの共存が可能。シンプルなUI、軽快な動作が特徴。Cydiaの上位互換とも言われている。だがCydiaやSileoと比べると少しバグが多い。
- Installer 5

iPhone OS 1.xを脱獄するツールAppTappのオリジナル開発者等によるインストーラ。
(iOS 13でも動作サポート)
- Saily

iOS/iPadOS 13以降の脱獄されたデバイス向けのインストーラ。Cydia、Sileo、Zebraからリポジトリをインポートして使用ことができる。Cydia、Sileo、Zebra等の他のインストーラと共存させることができる。iPhone、iPadの両方に最適化されたUIを備えており、ダークモードにも対応している。2025年1月6日を持ってGitHub上に公開されていたソースがアーカイブされ、以降は更新されていない。しかし、2023年3月10日にアーカイブされたが後に更新が行われたため、今後アーカイブが解除される可能性がある。最終更新日は、2024年9月21日で、最終リリース(ベータを含む)日は2024年8月29日である。

### 非脱獄界隈
Scarlet
iOS/iPadOS向けのipaインストーラ。脱獄・非脱獄を問わず使用できる。
TrollStore
iOS/iPadOS 14.0 - 16.6.1と17.0向けのipaインストーラ。iOS/iPadOS 15.0 - 16.6.1と17.0では非脱獄で使用することができる。TrollStoreをインストールしたあと、Persistence Helperをインストールすることで署名切れを起こさずに、永久に使用することができる。
AltStore
iOS/iPadOS向けのipaインストーラ。使用するにはPCとApple IDが必要。一度入れると7日間はデバイス単体で使用できるが、7日経つと署名切れを起こす。PC側にインストールしたAltServerを使用することでインストール･署名･再署名を行うことができる。
EU圏において、サードパーティストア「AltStore PAL」が運営されているが、こちらはAltStoreとは異なりAppleの承諾を受けている。
Sideloadly
iOS/iPadOS向けのipaインストーラ。使用するにはPCとApple IDが必要。

## PlayStation 3におけるJailbreak

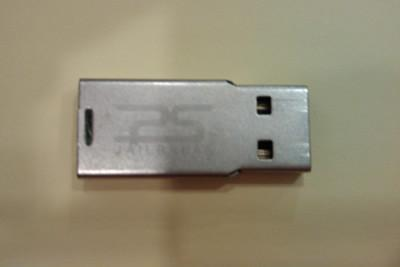
PS3 JailbreakのUSBドングル

PS Jailbreakとは、PlayStation 3を「脱獄」し、Homebrewを起動させる事の出来るUSBドングルとそのソフトの名称である。2010年8月にオーストラリアからバックアップ起動を可能にすると謳うUSBドングルの動作映像が公開され、販売も開始された事で、PS3でのバックアップ起動や自作ソフトの起動が可能となった。
当初、PS Jailbreakは公式の修理などで使用されるサービスモード起動用のUSBドングルがどこかで流出したものを複製したものだと考えられており非合法性を疑われていたが、後に独自に発見したセキュリティホールを使用してサービスモード起動用ドングルをエミュレートするという構造である事が判明した。
これを受けてソニーは翌月となる9月に「システムソフトウェアの脆弱性の解決」という名目でシステムソフトウェアの更新版を提供し、これを受けてPS Jalibreakをはじめとした同類のツールは動作しなくなったという意見が寄せられた。
2011年1月にはシステムソフトウェアの脆弱性およびセキュリティの初歩的な実装ミスを利用したカスタムファームウェアのインストール動画が公開され、
特別なドングルなどを必要としないJailbreakソフトウェアがリリースされた。